# 卡爾霍恩縣 (德克薩斯州)
卡爾霍恩縣（英語：Calhoun County）是美國德克薩斯州東南部的一個縣，南臨墨西哥灣。面積2,673平方公里。根據美國2000年人口普查估計，共有人口20,647人。縣治拉瓦卡港（Port Lavaca）。
成立於1846年4月4日。縣名紀念曾任兩屆副總統的約翰·C·卡爾霍恩（John Caldwell Calhoun）。